# Javier Lagioiosa
Pas d'image ? Cliquez ici

a Compétitions nationales et continentales officielles uniquement.

Dernière mise à jour le 25 mai 2025.
Javier Lagioiosa, né le 28 juin 1983 dans la province d'Ensenada (Argentine), est un joueur argentin d'origine italienne de rugby à XV. Durant sa carrière, il joue avec le Colleferro Rugby 1965 (it), l'Amatori Rugby Milan, le Rugby Calvisano, le Rugby club vannetais et le FC Barcelone au poste de deuxième ligne.

## Biographie
Javier Lagioiosa naît en Argentine d'ascendance italienne, d'une famille sicilienne.
Pratiquant le rugby à XV à partir de ses quinze ans, il est retenu pour un stage en sélection de jeunes argentine. En club, il joue pour le Club Universitario de La Plata (en) puis pour le La Plata Rugby Club,. En parallèle, il effectue des études de vétérinaire à l'université nationale de La Plata où il en sort diplômé.
Après la fin de ses études en Argentine, il fait le choix de rejoindre l'Europe et arrive en France en 2008, à 24 ans, puis rejoint l'Italie pour trois saisons. Il joue à Rome avec le Colleferro Rugby 1965 (it) et à Milan avec l'Amatori Rugby Milan,. Par la suite, il rejoint le Rugby Calvisano, après son passage à l'Amatori Rugby Milan où il est le capitaine de l'équipe lors de la saison 2009-2010.
En 2011, il quitte le Rugby Calvisano pour signer au RC Vannes. En France, il continue ses études et est diplômé de l'École nationale vétérinaire d'Alfort puis de l'université Paris-Diderot,. En 2017, il est absent des terrains quatre mois après une blessure au menisque. La même saison, il signe un nouveau contrat à Vannes pour une durée de deux ans supplémentaires. En 2018, une nouvelle blessure au genou l'écarte des terrains six semaines,. Il prend initialement sa retraite après les matchs de phase finale de la saison 2018-2019 de Pro D2 après la fin de son contrat,. Au RC Vannes, il joue 120 matchs en Fédérale 1 et Pro D2 en huit saisons.
Cependant, il est finalement recruté par le FC Barcelone. Avec le club catalan, il écope d'une sanction de quatre matchs lors du début de saison 2021-2022.
Après sa carrière sportive, il réussit une reconversion comme vétérinaire. Il rejoint la Société espagnole d'ophtalmologie vétérinaire et effectue un stage en ophtalmologie vétérinaire d'un an à l'Institut vétérinaire ophtalmologique de Barcelone entre 2019 et 2020.

## Vie privée
Après son passage au Rugby Calvisano, Janvier Laiogiosa obtient la nationalité italienne.
Il est père de deux enfants, un garçon et une fille, les deux nés à Vannes.

## Palmarès

### En club
- Vainqueur du Championnat d'Italie de 2e division en 2011 avec le Rugby Calvisano.

### Distinctions personnelles
- Oscars Barbarian en 2018[16].